# Клер Вітні
Клер Вітні (англ. Claire Whitney; 6 травня 1890, Нью-Йорк — 27 серпня 1969, Лос-Анджелес) — американська театральна та кіноактриса, яка знялася в 111 фільмах між 1912 і 1949 роками. Лише 21 з цих фільмів збереглися, оскільки більшість з них були втрачені.

## Життя та творчість
Вїтні набула раннього акторського досвіду в театральній компанії штату Массачусетс, після чого здійснила гастролі по Сполучених Штатах у водевільній постановці «Маленької матері».
Вітні знялася у своєму першому фільмі у 1913 році для компанії Solax і продовжувала зніматися у кіно до 1921 року, головним чином для Fox Film Corporation. Вітні повернулася до кіно в 1926 році з роллю у «Великому Гетсбі», який став її останнім німим фільмом. Вона продовжувала працювати в кіно між 1931 і 1949 роками, коли вийшла на пенсію.
Перелік постановок Вітні на Бродвеї включає Бродвейську інтерлюдію (1934), Пейдж Пігмаліон (1932), Невинну ідею (1920) і Мережу (1919).
20 березня 1920 року шлюб Вітні з Яном фон Хогарденом, актором, також відомим як Джон Сандерленд, був анульований після того, як він зізнався, що у нього є дружина та діти в Бельгії. Пара одружилася 12 листопада 1917 року в Нью-Йорку.
Клер Вітні померла в Лос-Анджелесі 27 серпня 1969 року у віці 79 років. Вона похована в безіменній могилі на кладовищі Форест-Лон поруч зі своїм чоловіком Робертом Емметом Кіном.

## Фільмографія
- 1919 — Людина, яка залишилася вдома / The Man Who Stayed at Home — Моллі Престон
- 1926 — Великий Гетсбі / The Great Gatsby — Кетрін
- 1931 — Вільна душа / A Free Soul
- 1945 — Підняти якорі / Anchors Aweigh
- 1946 — Шахта з привидами / The Haunted Mine — місіс Дюрант